# Спортивна гімнастика на літніх Олімпійських іграх 2024
Змагання зі спортивної гімнастики на літніх Олімпійських іграх 2024 року відбудуться з 27 липня по 5 серпня у Парижі, Франція, де буде розіграно 8 комплектів медалей серед чоловіків та 6 комплектів серед жінок.

## Медальний залік
*   Країна-господарка (Франція)
| Місце                | Країна               | Золото | Срібло | Бронза | Загалом |
| -------------------- | -------------------- | ------ | ------ | ------ | ------- |
| 1                    | США                  | 3      | 1      | 5      | 9       |
| 2                    | Японія               | 3      | 0      | 1      | 4       |
| 3                    | Китай                | 2      | 5      | 2      | 9       |
| 4                    | Філіппіни            | 2      | 0      | 0      | 2       |
| 5                    | Бразилія             | 1      | 2      | 1      | 4       |
| 6                    | Італія               | 1      | 1      | 1      | 3       |
| 7                    | Ірландія             | 1      | 0      | 0      | 1       |
| 7                    | Алжир                | 1      | 0      | 0      | 1       |
| 9                    | Ізраїль              | 0      | 1      | 0      | 1       |
| 9                    | Вірменія             | 0      | 1      | 0      | 1       |
| 9                    | Казахстан            | 0      | 1      | 0      | 1       |
| 9                    | Колумбія             | 0      | 1      | 0      | 1       |
| 9                    | Україна              | 0      | 1      | 0      | 1       |
| 14                   | Велика Британія      | 0      | 0      | 2      | 2       |
| 15                   | Греція               | 0      | 0      | 1      | 1       |
| 15                   | Китайський Тайбей    | 0      | 0      | 1      | 1       |
| 15                   | Румунія              | 0      | 0      | 1      | 1       |
| Загалом (17 збірних) | Загалом (17 збірних) | 14     | 14     | 15     | 43      |

## Медалісти
| Дисципліна         | Золото                                                                              | Срібло                                                                                | Бронза                                                                                    |
| ------------------ | ----------------------------------------------------------------------------------- | ------------------------------------------------------------------------------------- | ----------------------------------------------------------------------------------------- |
| Чоловіки           |                                                                                     |                                                                                       |                                                                                           |
| Командна першість  | Японія (JPN) Дайкі Гашимото Казума Кая Ока Шинносуке Ватару Танігава Такаакі Сугіно | Китай (CHN) Чжан Бохен Лю Ян Сяо Жотен Цзоу Цзиньюань Су Вейде                        | США (USA) Фред Річард Пол Джуда Стівен Недорощик Броуді Мелоун Ашер Хонг                  |
| Абсолютна першість | Ока Шинносуке (JPN)                                                                 | Чжан Бохен (CHN)                                                                      | Сяо Жотен (CHN)                                                                           |
| Вільні вправи      | Карлос Юло (PHI)                                                                    | Артем Долгопят (ISR)                                                                  | Джейк Джерман (GBR)                                                                       |
| Кінь               | Ріс Мак-Кленаган (IRL)                                                              | Наріман Курбанов (KAZ)                                                                | Стівен Недорощик (USA)                                                                    |
| Кільця             | Лю Ян (CHN)                                                                         | Цзоу Цзиньюань (CHN)                                                                  | Елефтеріос Петруніас (GRE)                                                                |
| Опорний стрибок    | Карлос Юло (PHI)                                                                    | Артур Давтян (ARM)                                                                    | Гаррі Гепворт (GBR)                                                                       |
| Паралельні бруса   | Цзоу Цзиньюань (CHN)                                                                | Ілля Ковтун (UKR)                                                                     | Ока Шинносуке (JPN)                                                                       |
| Поперечина         | Ока Шинносуке (JPN)                                                                 | Анхель Барахас (COL)                                                                  | Танг Чіа-Гунг (TPE) Чжан Бохен (CHN)                                                      |
| Жінки              |                                                                                     |                                                                                       |                                                                                           |
| Командна першість  | США (USA) Сімона Байлс Суніса Лі Джордан Чайлз Джейд Кері Гезлі Рівера              | Італія (ITA) Анжела Андреолі Джорджія Вілла Аліса Д'Амато Маніла Еспозіто Еліса Іоріо | Бразилія (BRA) Ребека Андраде Флавія Сарайва Джейд Барбоса Лоррейн Олівейра Джулія Суарес |
| Абсолютна першість | Сімона Байлс (USA)                                                                  | Ребека Андраде (BRA)                                                                  | Суніса Лі (USA)                                                                           |
| Опорний стрибок    | Сімона Байлс (USA)                                                                  | Ребека Андраде (BRA)                                                                  | Джейд Кері (USA)                                                                          |
| Різновисокі бруси  | Кайлія Немур (ALG)                                                                  | Цю Ціюань (CHN)                                                                       | Суніса Лі (USA)                                                                           |
| Колода             | Аліса Д'Амато (ITA)                                                                 | Чжоу Яцінь (CHN)                                                                      | Маніла Еспозіто (ITA)                                                                     |
| Вільні вправи      | Ребека Андраде (BRA)                                                                | Сімона Байлс (USA)                                                                    | Джордан Чайлз (USA) Ана Барбосу (ROU)                                                     |

- за рішенням Спортивного арбітражного суду[1]